# Gurmençon
Gurmençon ist eine französische Gemeinde mit 887 Einwohnern (Stand 1. Januar 2022) im Département Pyrénées-Atlantiques in der Region Nouvelle-Aquitaine (vor 2016: Aquitanien). Sie gehört zum Arrondissement Oloron-Sainte-Marie und zum Kanton Oloron-Sainte-Marie-1 (bis 2015: Kanton Oloron-Sainte-Marie-Ouest).
Die Bewohner werden Gurmençonais oder Gurmençonaises genannt.

## Geographie
Gurmençon liegt ca. fünf km südlich und damit im urbanen Einzugsbereich von Oloron-Sainte-Marie in der historischen Provinz Béarn.
Umgeben wird der Ort von den Nachbargemeinden:
|       | Bidos                                       |                     |
| Agnos | Kompassrose, die auf Nachbargemeinden zeigt | Oloron-Sainte-Marie |
|       | Asasp-Arros                                 | Eysus               |

Gurmençon liegt im Einzugsgebiet des Flusses Adour. Der Gave d’Aspe, der beim Zusammenfluss mit dem Gave d’Ossau weiter flussabwärts gemeinsam den Gave d’Oloron bildet, markiert zu einem großen Teil die östliche Grenze zu den Nachbargemeinden Oloron-Sainte-Marie und Eysus.

## Geschichte
Das ursprüngliche Zentrum von Gurmençon lag im Mittelalter etwas tiefer als das heutige und wurde von einer Straße „von Sainte-Marie und Oloron“ durchquert. Seine Geburtsstunde schlug wahrscheinlich im 13. Jahrhundert. 1307 wurde Auger, Grundherr von Agnos, als Lehnsherr über Gurmençon eingesetzt. Bei einer Volkszählung im Jahr 1385 wurden in Gurmençon 18 Haushalte gezählt und vermerkt, dass das Dorf zur Bailliage von Oloron gehört. Während der Französischen Revolution 1789 war Gurmençon eines der ersten Gemeinden des Béarn, das seine Cahiers de Doléances (Beschwerdehefte) für die Abgeordneten der Generalstände verfasst hat.
Am 1. Februar 1973 fusionierte die Gemeinde mit der Nachbargemeinde Agnos zur Gemeinde Val-du-Gave-d’Aspe. Am 1. Januar 1983 wurde die Zusammenlegung revidiert.
Toponyme und Erwähnungen von Gurmençon waren:
- Grumensoo (1383, Verträge des Notars Luntz),
- Gurmensoo (1385, Volkszählung im Béarn),
- Gurmensson und Guirmenson (1546, Manuskriptsammlung des 16. bis 18. Jahrhunderts) und
- Sent Joan de Gurmençon (1620, Veröffentlichungen des Bistums Oloron).[4]

### Einwohnerentwicklung
Nach Höchstständen der Einwohnerzahl von über 400 in der ersten Hälfte des 19. Jahrhunderts ist die Zahl bei kurzen Wachstumsphasen bis zum Ende des 19. Jahrhunderts insgesamt um rund 40 % gesunken. Bis zum Zusammenschluss mit Agnos 1973 ist die Bevölkerung auf über 300 Einwohner angewachsen. Mit den Agnosiens kamen über 400 Einwohner hinzu. Seitdem ist die Zahl der Bewohner weiter angestiegen, insbesondere um die Jahrtausendwende.
| Jahr      | 1962 | 1968 | 1975 | 1982 | 1990 | 1999 | 2006 | 2009 | 2022 |
| --------- | ---- | ---- | ---- | ---- | ---- | ---- | ---- | ---- | ---- |
| Einwohner | 328  | 325  | 730  | 752  | 763  | 729  | 827  | 799  | 887  |

## Sehenswürdigkeiten

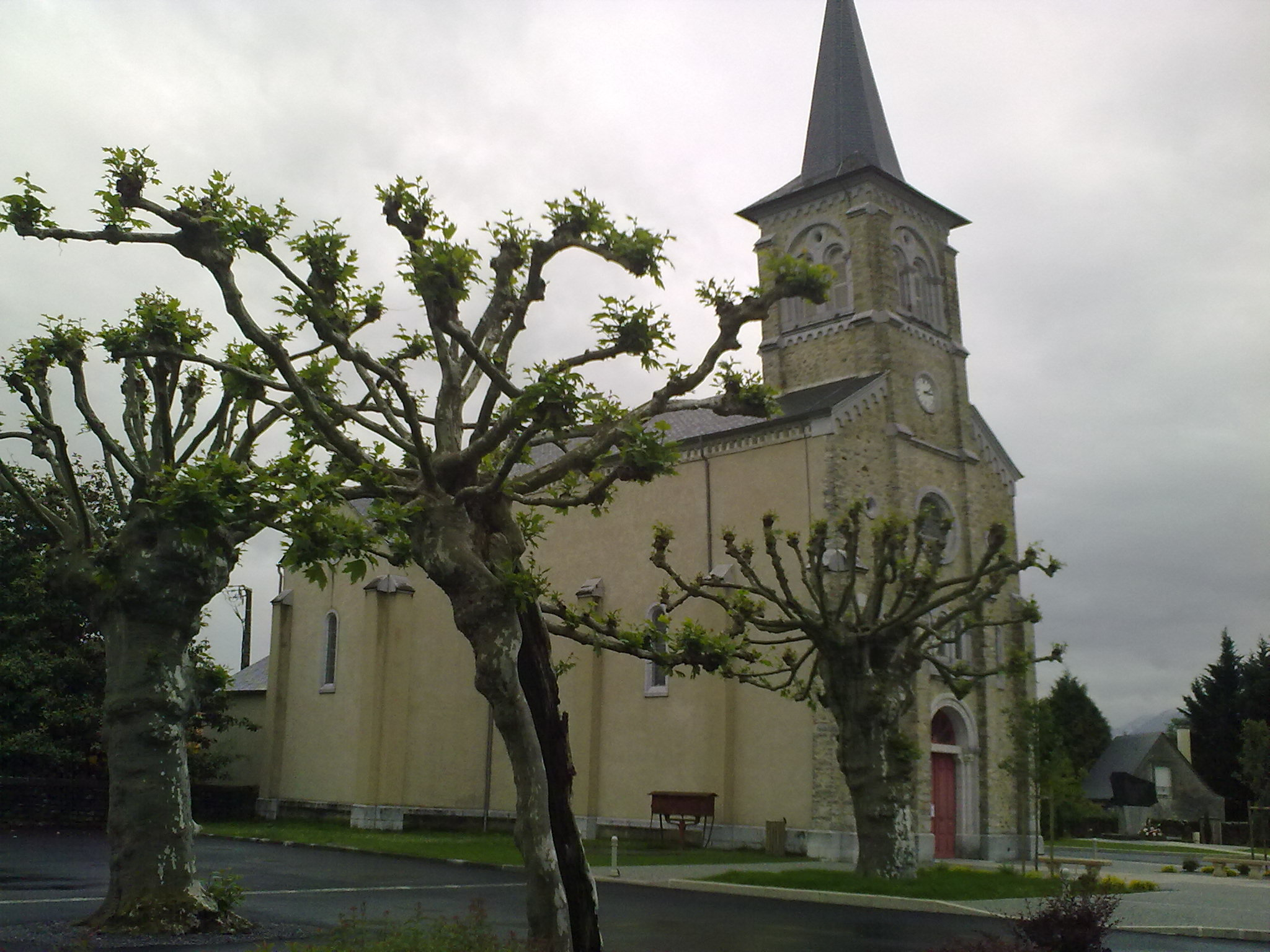
Pfarrkirche Saint-Jean-Baptiste von Gurmençon

- Pfarrkirche, gewidmet Johannes dem Täufer. Das frühere Ortszentrum von Gurmençon lag etwas tiefer im Tal des Gave und die frühere Kirche erschien zu abgelegen zu sein. 1848 scheiterten sowohl ein Projekt der Restaurierung der früheren Pfarrkirche nach Plänen des Architekten Liaras aus Oloron-Sainte-Marie als auch ein erstes Projekt des Neubaus nach Plänen des Architekten Sorbé aus Oloron-Sainte-Marie. Der Rat der Gemeinde genehmigte schließlich 1850 den Neubau einer Kirche im aktuellen Ortszentrum im romanischen Stil nach Plänen des Architekten Emile Loupot aus Pau. 1858 begannen die Arbeiten an der neuen Kirche, währenddessen die ehemalige abgerissen wurde. 1860 wurden Bodenfliesen als Mosaik ausgelegt, 1860–1861 wurde ein Satz Glasfenster eingesetzt, Werke des Glasmalers Louis-Victor Gesta aus Toulouse. 1863 wurde der Bau abgenommen, 1884 wurde die neue Kirche geweiht. Die neue Kirche weist einen Glockenturm über dem Eingang und ein dreischiffiges Langhaus mit zwei Seitenkapellen als falsches Querschiff auf. Sie besitzt sehenswerte Wandmalereien auf der Apsiskalotte mit der Darstellung der Taufe Jesu sowie in der südlichen Seitenkapelle mit dem Motiv der Kreuzabnahme, ein Werk von Pierre Gorse aus dem Jahr 1871. Erwähnenswerte Ausstattungsgegenstände der Kirche sind ein Tabernakel aus dem 18. Jahrhundert im Chor, eine Grablegung Christi in einer der Seitenkapellen und eine Statue der heiligen Anna, die aus der ehemaligen Pfarrkirche von Gurmençon oder aber aus der Kirche Saine-Anne aus Oloron-Sainte-Marie stammt.[9][10]

- Schloss von Gurmençon. Das etwas abseits des alten Ortszentrums gelegene Gebäude war im 17. Jahrhundert der Wohnsitz des Lehnsherrn de Lassalle, der 1639 in einem Erlass die Erlaubnis erhielt, das für den Nau notwendige Holz aus den Wäldern für den Bau zu nutzen. Nach der Familie Lassalle fiel der Besitz im gleichen Jahrhundert an die Lamouroux, im 18. Jahrhundert an die Familie Paillette. Spuren von verschiedenen Stufen der Errichtung sind keine zu erkennen, das Aussehen des heutigen Gebäudes stammt aus dem 18. Jahrhundert.[11]

- Mühle von Gurmençon. Im 16. Jahrhundert erstmals erwähnt, befindet sie sich unterhalb des Schlosses auf einer tiefer liegenden Geländestufe. Gespeist durch einen Kanal als Ableitung des Gave war die primäre Funktion der Wassermühle das Mahlen von Korn. In der Folge ist sie zusätzlich als Walkmühle ausgebaut worden. Eine Papiermühle wurde anschließend erbaut, die nach 1850 einem Wasserkraftwerk weichen musste. 1927 wurde die Firma Société des Forces Motrices de Gurmençon zum Betrieb des Kraftwerks gegründet. Der Hauptaktionär, Marquis de Rozan, errichtete eine Schokoladenfabrik in Oloron-Sainte-Marie, welche den Strom aus dem Kraftwerk bezog. 1962 kaufte die Familie Etchegoyen aus Mauléon-Licharre das Anwesen und 1976 wurde ein neues Wasserkraftwerk gebaut. In der Nähe der ehemaligen Mühle ist immer noch der Taubenschlag der ehemaligen Besitzer zu sehen.[12]

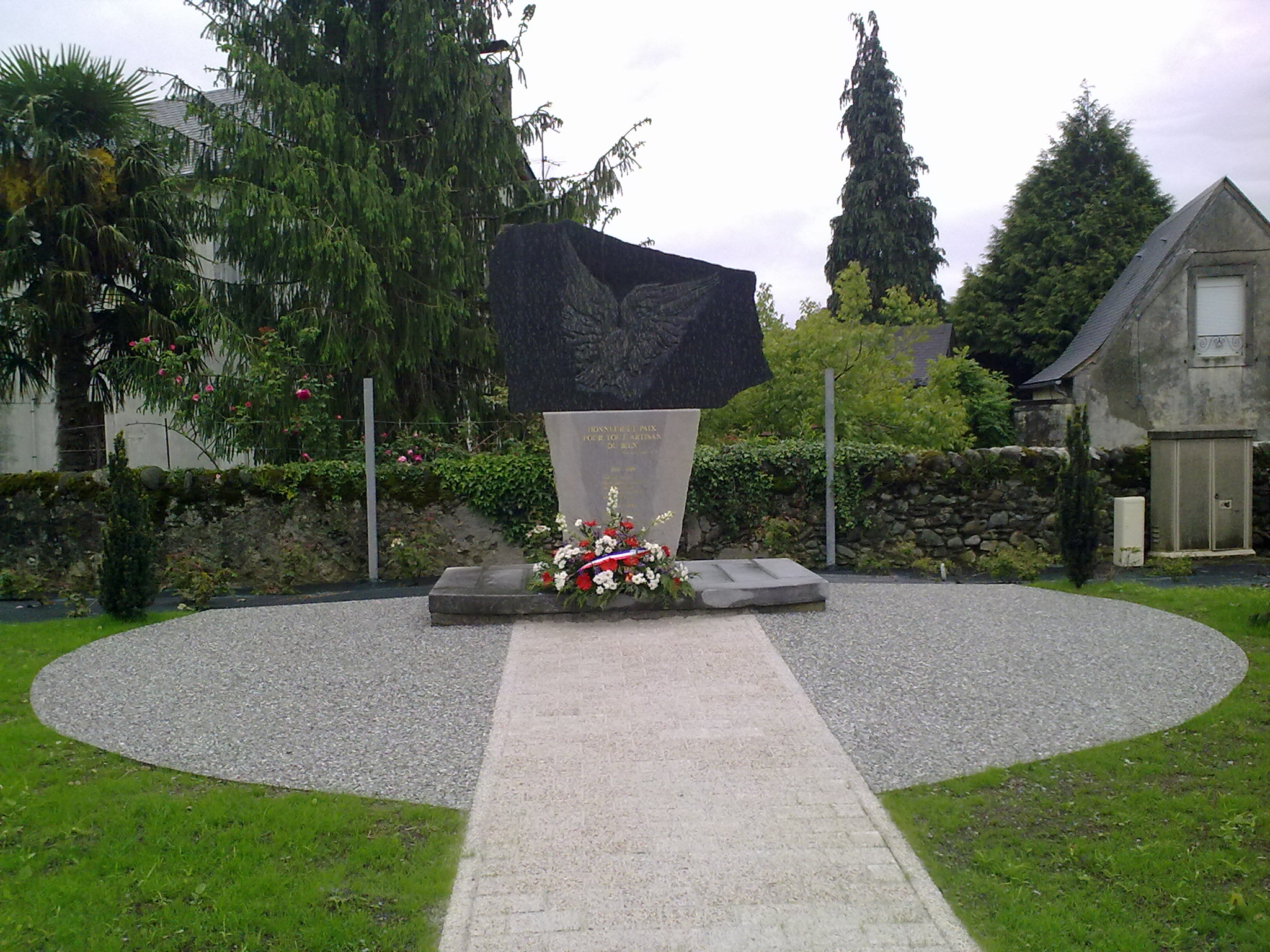
Mahnmal zum Gedenken an die in den Kriegen Verstorbenen von Gurmençon

- Mahnmal zum Gedenken an die Verstorbenen der Kriege. Anders als die entsprechenden Denkmäler in den meisten anderen Gemeinden ist dieses Denkmal nicht im Anschluss an das Ende des Ersten Weltkriegs, sondern erst in der zweiten Hälfte des 20. Jahrhunderts aufgestellt worden. Es erinnert an die Gefallenen der Gemeinde in beiden Weltkriegen und im Indochinakrieg. Es besteht aus einem hellen Monolithen, auf dem neben neun Namen ein Bibelzitat aus dem Brief des Paulus an die Römer zu lesen ist, welches frei übersetzt lautet: „Ehre und Friede allen denen, die da Gutes tun“. Der Monolith trägt eine Marmorplatte mit einem Vogel als Relief, dessen Schwingen im Flug ausgebreitet sind, ein Symbol der Freiheit und des Friedens.[13]

- Tor zum Aspetal. In der Mitte eines Kreisverkehrs in Gurmençon an der Nationalstraße, die von Oloron-Sainte-Marie durch das Aspetal zum Somport-Pass führt, ragt ein großflächiges Monument hervor, genannt Porte d’Aspe. Er symbolisiert den Eingang zum Aspetal und wurde vom spanischen Künstler Pedro Tramullas im 20. Jahrhundert aus Marmorblöcken aus Arudy geschaffen. Er verknüpft gleichzeitig die Megalithkultur, die Symbolkraft der Romanik, das Schöpfungsthema und den Pilgerzug nach Santiago de Compostela. Die in den Stein gemeißelten Symbole nach romanischen Vorbildern erinnern an die Suche der Pilger nach Spiritualität. Das historische „Tor zum Aspetal“ befand sich höher im Tal und war eine Mautstelle.[14]

## Wirtschaft und Infrastruktur

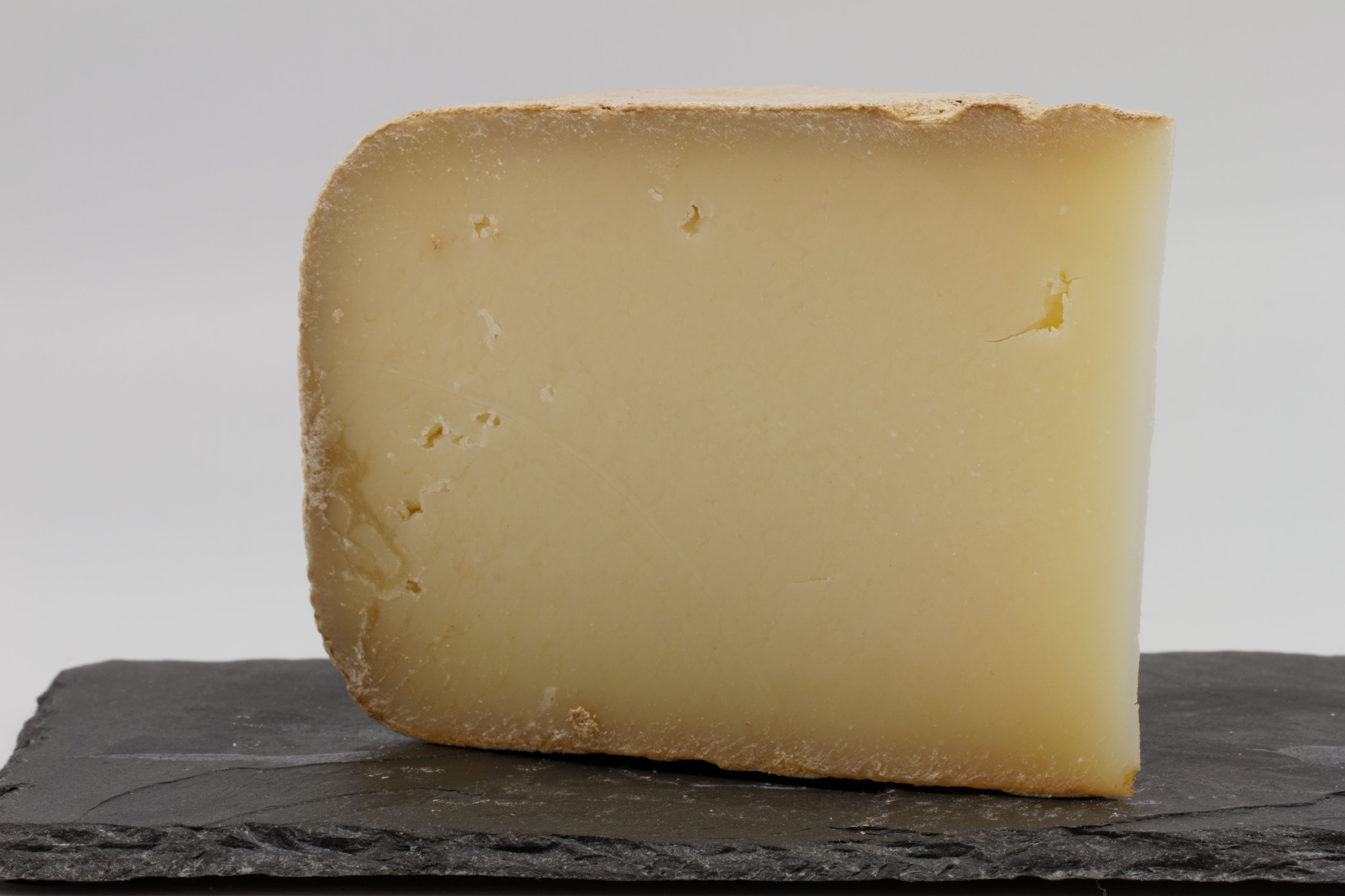
Ossau-Iraty

Gurmençon liegt in der Zone AOC des Ossau-Iraty, eines traditionell hergestellten Schnittkäses aus Schafmilch.

### Bildung
Gurmençon verfügt über eine öffentliche Vor- und Grundschule.

### Sport und Freizeit
Es besteht die Möglichkeit zum Angeln von Forellen auf dem Gebiet der Gemeinde.

### Verkehr
Die Gemeinde ist erreichbar über die Route nationale 134 und über die Routes départementales 55 und 155.
Die Linie 63 des TER Aquitaine, einer Regionalbahn der staatlichen SNCF, bedient die Strecke von Pau nach Bedous über Oloron-Sainte-Marie, den aktuell betriebenen Teil der Bahnstrecke Pau–Canfranc. Der Schienenweg durchquert das Gemeindegebiet ohne Haltepunkt.